# 교황 하드리아노 6세
교황 하드리아노 6세(라틴어: Hadrianus PP. VI, 이탈리아어: Papa Adriano VI)는 제218대 교황(재위: 1522년 1월 9일 - 1523년 9월 14일)이다. 본명은 아드리안 플로렌츠 데달(독일어: Adriaan Florisz d’Edel)이다. 오늘날 네덜란드의 위트레흐트에 해당하는 신성 로마 제국의 위트레흐트 주교령에서 태어난 그는 기독교 역사상 현재까지 유일한 네덜란드인 교황이자 1978년 폴란드 출신 요한 바오로 2세가 선출되기 전까지 마지막 비(非)이탈리아인 교황이었다. 동시에 그는 2005년 4월에 베네딕토 16세가 선출되기 전까지 마지막 독일 출신 교황이었다.
루뱅대학을 졸업한후 루팽 대학의 교수로 있다가 부총장을 역임했다. 신성로마제국의 황제 카를 5세(생몰 1500-1558)의 어린시절에 개인교수였고 1512년부터는 카를 5세의 고문으로 활동하였다. 1517년에 추기경이 되었고 카를 5세에 의해 스페인 섭정과 법정 대리인이 되어 카를 5세의 부재중에 스페인을 통치하였다.
1522년에 교황으로 선출된것은 전혀 예상치 못했던 일이였다. 즉위후 친 스페인 성향에 편파적인 정책을 펼것이라는 주변의 우려를 뒤로 하고 공평한 정책으로 일관했다. 당시 종교개혁이 진행되던 시절로 로마 교회는 심히 부패해있었기에 개혁을 시도했으나 이탈리아 출신 추기경들의 반발로 개혁에 실패하며 결과적으로 매우 인기 없고 무능한 교황이 되고 말았다. 언어와 풍습이 달라 로마생활중에 어려움이 많았으나 매우 검소한 생활을 통하여 모범을 보였다. 정치적으로는 다소 무능하기는 했으나 높은 도덕성으로 인해 카를 5세의 두터운 신임을 얻었다고 한다.

## 생애

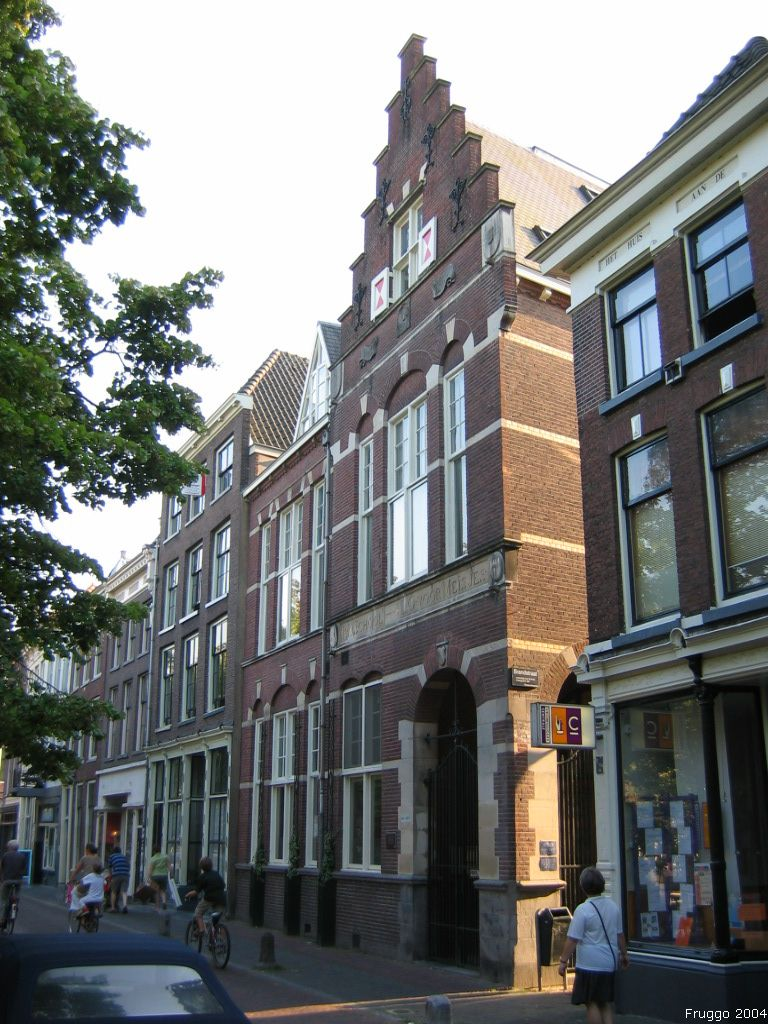
네덜란드 위트레흐트에 있는 하드리아노 6세의 생가

### 어린시절과 성장기
아드리안은 1459년 3월 2일 신성 로마 제국의 부르고뉴령 네덜란드에 속했던 위트레흐트 교구령 수도인 위트레흐트의 평범한 집안에서 태어났다. 그의 부친은 위트레흐트 태생의 플로렌스 보옌츠이며, 모친은 게르트루이드이다. 아드리안은 서명할 때마다 자신의 이름을 ‘위트레흐트의 아드리안’(Adrianus Florentii)이라고 표기하였는데, 그의 집안이 아직 성(姓)을 갖고 있지 않았기 때문이다.
아드리안의 부친은 조선소에서 일하는 목수였는데, 아드리안이 10세때 사망하였다. 어린 시절에 아드리안은 즈볼러 또는 데벤터르에서 공동 생활 형제회로부터 교육을 받았으며, 또한 즈볼러에 있는 라틴어 학교의 학생이기도 하였다. 1476년 6월 부르고뉴 공작 부인인 요크의 마거릿으로부터 장학금을 받은 그는 17세에 루뱅 대학교에 입학하여 철학과 신학, 교회법을 공부하였다.

### 루뱅대학 시절
12년 간 공부한 끝에 아드리안은 1491년 신학 박사학위를 받았다. 이후 1490년부터 그는 루뱅 대학교의 교수가 되어 학생들을 지도하였다. 1493년에는 루뱅 대학교의 부총장이 되었으며, 1498년에는 루뱅의 성 베드로 성당 참사회장이 되었다. 루뱅 대학교의 부총장으로 오래 연임한 그는 사실상 영구적인 부총장이나 다름없었다. 당시 그의 강의 내용은 그에게 수업받은 제자들에 의해 필기되어 책으로 출판되기도 하였다. 아드리안의 제자들 중에는 에라스무스도 있었다. 1502년 에라스무스는 아드리안으로부터 교수직을 맡을 것을 제안받았으나, 사양하였다.

### 합스부르크와의 인연
1506년 11월 신성 로마 제국의 황제 막시밀리안 1세의 장녀인 오스트리아의 마르게리타 공주가 네덜란드의 통치자가 되면서 아드리안은 그녀의 고문이 되었다. 다음해 막시밀리안 1세는 아드리안을 당시 7세 된 자신의 손자이자 마르게리타의 조카인 카를(훗날의 신성 로마 제국의 황제 카를 5세)의 개인 지도 교사로 임명하였다. 1512년 카를 5세의 고문이 되었으며 그로인해 업무량이 증가하고 바빠졌기 때문에 루뱅대학의 부총장직을 그만두어야만 했다.

### 스페인에서의 활동
1515년 카를 5세는 아드리안을 스페인에 있는 자신의 외할아버지인 페르난도 2세에게 파견하였다. 페르난도 2세가 다음 후계자로 자신의 어린 동생인 페르니단트를 염두에 두자, 스페인 영토는 자신의 통치 하에 있어야 한다는 것을 설득하기 위해서였다. 아드리안은 1516년 1월 페르난도 2세가 서거하기 전에 자신의 임무를 성공적으로 달성하였다. 카를 5세는 이에 보답 차원에서 1516년 11월 14일 아드리안을 토르토사의 주교 및 아라곤의 대심문관으로 임명되도록 힘을 썼다. 다음해, 교황 레오 10세는 아드리안을 성 요한과 바오로 성당의 사제급 추기경으로 서임하였다.
카를 5세가 성년이 되기 전까지 아드리안 추기경은 프란시스코 히메네즈 데 시스네로스 추기경과 더불어 스페인의 공동 섭정으로 활동하였다. 히메네즈 추기경이 선종한 후에 아드리안은 1518년 3월 14일 카스티야와 아라곤의 대심문관으로 임명되어, 교황으로 선출되어 로마로 떠나기 전까지 역임하였다. 한편 이 시기에 네덜란드에 가 있던 카를 5세는 코무네로스의 반란이 발발했다는 소식을 듣고 이를 해결하기 위해 미래의 교황을 스페인의 섭정으로 임명하였다.

## 교황 선출

### 콘클라베
교황 레오 10세가 선종한 후 소집된 콘클라베에서 가장 영향력 있는 인물은 레오 10세의 사촌인 줄리오 데 메디치 추기경(훗날의 교황 클레멘스 7세)이었다. 한동안 교착 상태가 지속되자, 스페인과 프랑스 추기경들이 합십하여 당시 사정상 콘클라베에 불참한 아드리안에게 표를 던지기로 의견을 모았다. 그리하여 1522년 1월 9일 아드리안이 거의 만장일치로 새 교황으로 선출되었다. 아드리안은 당시 콘클라베에 참여하지 않고 스페인에 머물러 있었는데 전혀 예상치 못했던 소식을 접한후 놀라워했으며 고심끝에 수락하였다.

### 주변의 반응
카를 5세는 자신의 개인 지도 교사였던 사람이 교황으로 선출되었다는 소식을 전해 듣고 매우 기뻐했다. 신성 로마제국 황제의 개인 지도교사 및 섭정으로 지낸 이력 때문에 스페인판 아비뇽 유수기가 일어날 것이라는 우려가 있었다. 아드리안은 장차 교황으로서 어느 한쪽에 치우치지 않고 공명정대하게 통치할 것을 천명했다. 그리고 짧은 재임기간중에 이를 실천하였다. 재임중에 카를 5세가 프랑스에 대항하는 동맹에 교황령이 가담해 주기를 원했으나 교황 하드리아노 6세가 중립을 지키며 이를 거부하자 카를 5세와의 관계가 소원해지기도 했었다. 프랑스 국왕 프랑수아 1세는 처음에는 아드리안이 카를 5세의 꼭두각시가 될 것이라고 여겨 교회가 분열을 겪을 수도 있다고 위협하였다가, 나중에 마음이 누그러져서 그에게 경의를 표하기 위해 사절단을 파견하였다.

### 즉위와 로마의 상황
6개월간의 준비기간을 거쳐 아드리안은 이탈리아를 향해 길을 떠났다. 1522년 8월 29일 아드리안은 로마에 당도하였으며, 하드리아노 6세로서 그의 교황 대관식은 8월 31일에 거행되었다. 당시 그의 나이는 63세였다. 1908년판 가톨릭 백과사전에서는 하드리아노 6세가 즉위할 당시 그가 맞닥트린 상황을 다음과 같이 설명하였다.
교황청은 이미 부패하여 고질적인 악습이 만연하였음에도 불구하고, 개혁을 거부하고 있었다. 신성 로마 제국에서는 젊고 호전적인 성향의 제후들이 황제의 속박에서 벗어나 자신만의 독자적인 세력을 형성하고자 하였으며, 소위 종교개혁이 발발하면서 독일 전역에 반란이 일어나 급속도로 퍼져 나가고 있었다. 또한, 오스만 제국의 침입으로 기독교 세계는 큰 위협을 받고 있었다. 육지에서는 헝가리의 베오그라드가, 지중해에서는 로도스섬이 오스만 군대의 위협을 받아 풍전등화의 위기에 처해 있었다.
하드리아노 6세는 대사 체계의 개선을 시도하는 등 당시 비평을 많이 받았던 대사의 무분별한 남용을 해소하려고 하였으나, 이를 못마땅하게 여긴 추기경들의 방해를 받게 되었다. 그는 또한 교황 레오 10세 시절인 수년 전부터 소득을 얻기 위한 목적으로 선금을 받고 혼인 장애(조당)의 해소가 불법적으로 이뤄졌다는 사실을 알게 되었다. 한편, 이전까지 단 한 번도 로마에 가본 적이 없었기 때문에 로마 사정에 대해 무지했던 하드리아노 6세는 자신이 교황으로서 업무를 수행할 수 있게 로마에 자신을 위한 숙소를 마련해 달라는 편지를 쓰기도 하였다.

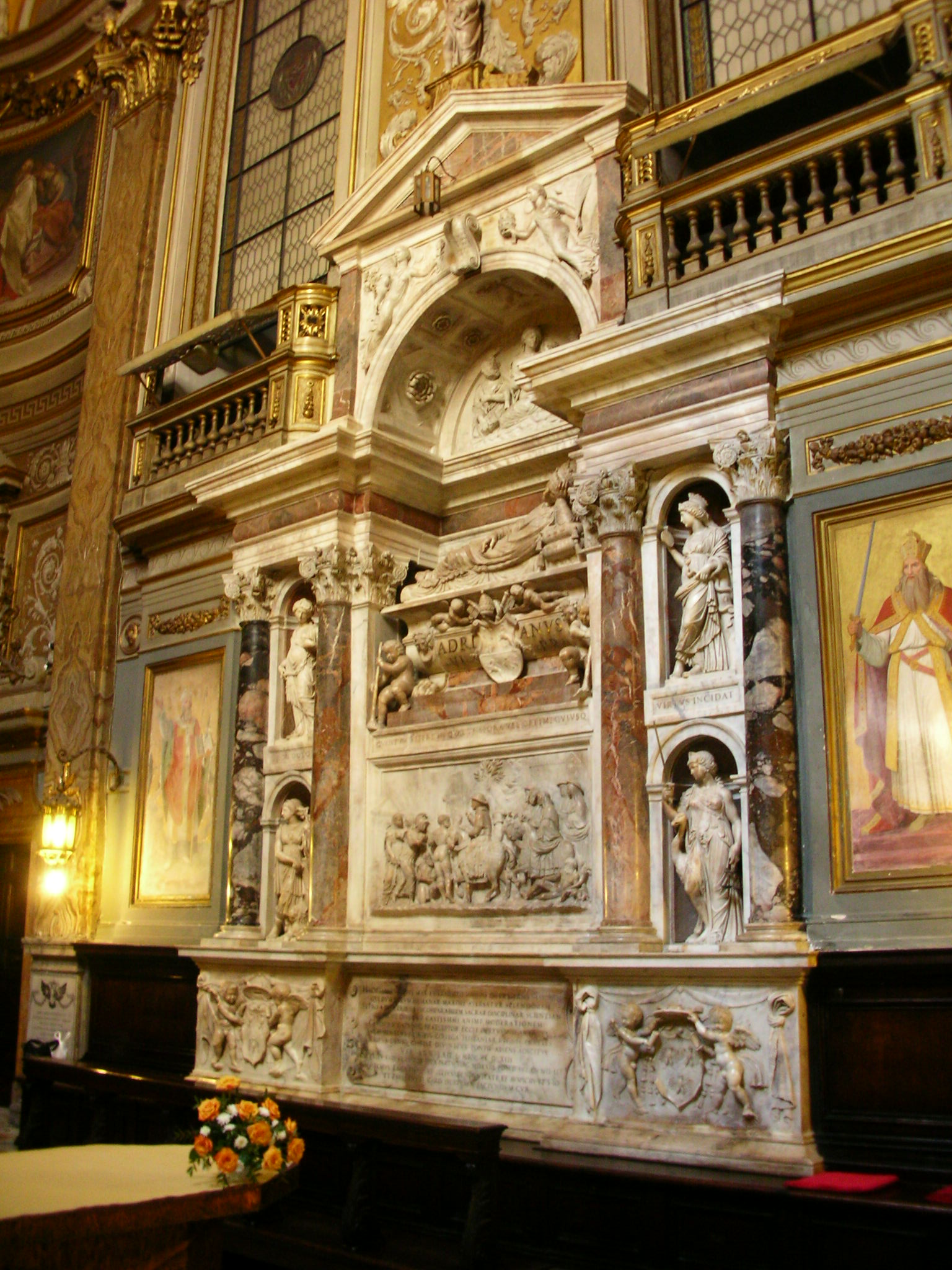
로마의 산타 마리아 델라니마 성당에 있는 하드리아노 6세의 무덤

## 교황
하드리아노 6세는 과거에 스페인에서 일할 때도 말과 풍습이 달라 어려움이 많았는데, 로마에서의 생활도 마찬가지로 여러 가지로 어려웠다. 하드리아노 6세는 오스만 제국의 위협에 맞서 세속 군주들이 서로 손을 잡아 대항하기를 바랐으나, 서로 이해관계가 달랐던 기독교 군주들 사이를 평화롭게 중재하는 일에 적임자는 아니었다.
소데리니 추기경이 프랑스 왕과 음모를 꾸미다 발각되어서 그를 체포한후 프랑수아 1세와 사이가 틀어지게 되었다. 이로 인해 프랑수아 1세는 롬바르디아 침공준비를 진행하였고 그전까지 정치적인 중립을 고수하던 교황은 1523년 8월에 신성 로마제국, 잉글랜드, 밀라노등과 반-프랑스 군사동맹을 체결할 수 밖에 없었다.
초창기 루터파의 봉기에 대해 하드리아노 6세는 사태의 심각성을 완전히 깨닫지 못하였다. 1522년 12월 개회된 뉘른베르크 의회에서 프란체스코 키에리카티가 하드리아노 6세를 대신하여 참석하였는데, 사적 훈시에서 그는 교회 내 혼란은 무엇보다 로마 교황청의 책임이 가장 크며, 따라서 로마 교황청은 개혁되어야 한다고 솔직히 인정하는 내용이 담겨 있었다. 하지만 과거 신학 교수와 이단심문관을 지냈던 하드리아노 6세는 또한 교리의 변경에 단호하게 반대함과 동시에 마르틴 루터는 이단적인 주장을 펼친 죄로 마땅히 처벌받아야 한다는 입장을 밝혔다.

## 사망
하드리아노 6세를 별로 좋아하지 않던 로마 시민들은 그를 ‘야만인’으로 간주하며 자주 풍자의 대상으로 삼곤 하였으며, 그가 선종했다는 소식에 크게 기뻐하기까지 하였다. 1523년 9월 14일 하드리아노 6세는 재위 21개월만에 선종하였다. 그가 선종한 후, 그가 반포한 훈령 대부분은 파기되거나 없어져 버렸다. 하드리아노 6세의 무덤은 산타 마리아 델라니마 성당에 마련되었다. 이후 비(非)이탈리아인 교황은 그를 마지막으로, 교황의 자리는 1978년 폴란드인 보이티와 추기경이 요한 바오로 2세로 나올 때까지 455년 동안 오직 이탈리아인에게만 돌아갔다.